# Dreama Walker
Dreama Walker (ur. 20 czerwca 1986 w Tampie) – amerykańska aktorka.
Najbardziej znana z roli Hazel Williams z serialu obyczajowego Plotkara oraz Becki z serialu obyczajowego Żona idealna. Od 2012 roku gra rolę June w serialu komediowym ABC Nie zadzieraj z zołzą spod 23.

## Filmografia
- 2014: Chłopaki do wzięcia jako Nicole
- od 2012: Nie zadzieraj z zołzą spod 23 jako June
- 2011: Facet do dziecka jako Stephanie
- 2010: Szpital Miłosierdzia jako Robyn
- 2009: Brzydula Betty jako Chloe
- 2009: Bananowy doktor jako Melody Everett
- 2009-2010: Żona idealna jako Becca
- 2008-2009: Plotkara jako Hazel Williams
- 2008: Tylko jedno życie jako Karen
- 2008: Gran Torino jako Ashley Kowalski
- 2007: Guiding Light jako Janie Walker (2 odcinki)
- 2006: Prawo i porządek jako Nicole Carlotti

i inne